# Xã Garfield, Quận Mahaska, Iowa
Xã Garfield (tiếng Anh: Garfield Township) là một xã thuộc quận Mahaska, tiểu bang Iowa, Hoa Kỳ. Năm 2010, dân số của xã này là 1.232 người.